# Видет (Џорџија)
Видет (енгл. Vidette) град је у америчкој савезној држави Џорџија. По попису становништва из 2010. у њему је живело 112 становника.

## Демографија
Према попису становништва из 2010. у граду је живело 112 становника, што је 0 (0,0%) становника више него 2000. године.
| Група             | 2000.      | 2010.      |
| Белци             | 63 (56,3%) | 75 (67,0%) |
| Афроамериканци    | 40 (35,7%) | 31 (27,7%) |
| Азијати           | 0 (0,0%)   | 2 (1,8%)   |
| Хиспаноамериканци | 6 (5,4%)   | 1 (0,9%)   |
| Укупно            | 112        | 112        |